# Nicky Guerrero
Nicky Dean Guerrero (født 16. januar 1968 i Herlev) med tilnavnet Guruman er en dansk skateboarder bosiddende i København. Nicky Guerrero er kendt og respekteret af skatere over hele verden for at udføre sine tricks i en elegant og afslappet stil. Han startede med at stå på skateboard i 1977 efter en ferie til Santa Monica, og i 1979 begyndte han at udvikle sit talent for rampeskating i den nyåbnede Herlev Skateboardklub. I 1986 vandt han EM i England, og året efter blev han som den første dansker professionel for G&S. I 1990 skiftede Guerrero til Powells Europateam, som den tidligere danske freestyle-skater Frank Messmann var blevet manager for. Efter i alt seks år som professionel valgte Guerrero som 25-årig at indstille sin karriere i 1993 for i stedet at fokusere på uddannelse. Han fortsatte dog med at stå på skateboard, og i 1998 begyndte han at skate for det danske firma Alis, som han har kørt for siden. 
Nicky Guerrero har vundet en lang række konkurrencer over hele verden. Han har bl.a. vundet EM tre gange, og i 2013 vandt han den prestigefyldte Masters-konkurrence Bowl-a-Rama på Bondi Beach i Sydney foran legendariske navne som Steve Caballero og Christian Hosoi. I 2019 og 2025 blev han nr. 2 til Vans Pool Party for legends (over 50 år). Efter mere end 40 år på topplan har Guerrero ikke planer om at indstille karrieren, og han håber på, at han stadig kan skate, når han bliver 70.